# Eugène Marquis (chirurgien français)
Pour les articles homonymes, voir Eugène Marquis et Marquis (homonymie).
Eugène Marquis, né le 27 mai 1879 à Bécherel (Ille-et-Vilaine) et mort le 14 avril 1963 à Rennes, est un chirurgien français, spécialiste de cancérologie, fondateur en 1923 du Centre des Tumeurs à l'hospice de Pontchaillou à Rennes, rebaptisé en 1953 Centre Eugène-Marquis.

## Biographie
Eugène Marquis est né le 27 mai 1879 à Bécherel, village d'Ille-et-Vilaine entre Rennes et Dinan, fils d'Eugène Marquis, médecin, et de Cyprienne Gâtel (1852-1942). Son mariage avec Ernestine Robert est publié le 12 février 1905.
Il devient docteur en médecine en 1904 et fait ensuite son service militaire comme médecin auxiliaire de 2e classe au 70e régiment d'infanterie en 1905. Il est membre de la société scientifique et médicale de l'Ouest, professeur suppléant à l'école de médecine en 1910, il enseigne à l'école des sages-femmes de Rennes en 1911. En septembre 1913, il participe, avec son épouse, au 13e voyage d'études médicales aux eaux minérales et sanatoriums dans le sud-ouest de la France.
Il part au front le 8 août 1914. En février 1915, il passe à l'ambulance 4/53 du 3e corps d'armée. Médecin-major de 2e classe à l'ambulance 5/10 en juin 1915, il prend en 1917 la direction de l'ambulance automobile chirurgicale (Auto-Chir) n°22 à Vasseny dans l'Aisne, siège de l'hôpital d'évacuation (HoE 18). Des témoins oculaires racontent le rôle du docteur Marquis au front.
En 1919, il est nommé chirurgien du corps d'Armée basé à Rennes et de l'hôpital militaire de la ville.
Professeur de pathologie externe en 1919, puis professeur de clinique chirurgicale en 1927, il devient directeur de l'école de médecine de Rennes en 1937.
Médecin-lieutenant-colonel de réserve en 1928, il est promu en 1933 au grade de médecin-colonel de réserve à la 10e région militaire.
En mai 1940, par les hasards de la Drôle de guerre, Georges Duhamel rencontre Eugène Marquis à Rennes. Dans le court ouvrage que l'écrivain-chirurgien consacre aux trois mois passés à ses côtés pour soigner les réfugiés blessés, et qu'il dédie au Docteur Marquis, il dresse de celui-ci un portrait élogieux et chaleureux :

« [...] Il a donné toute sa vie pour l'amour de sa noble profession, toute sa vie pour la santé, le salut et la gloire de son antique province [...] C'est un maître en chirurgie. S'il existait un ordre pour les praticiens de cet état, sans nul doute il en serait l'un des patriarches. Il opère tout le jour, forme des élèves, gouverne une école, donne des avis, des soins, des clartés à quatre ou cinq départements [...] »

— Georges Duhamel, Lieu d'asile
Il sauve en octobre 1943 le journaliste et résistant Rémy Roure qui a l'artère fémorale coupée après s'être fait tiré dessus par les Allemands en tentant d'échapper à son arrestation.
Il meurt à Rennes, le 14 avril 1963  à 83 ans et est inhumé dans sa commune natale, à Bécherel.

### Communications, études, publications
- « Staphylococcies et coli-bacilloses puerpérales », Annales de gynécologie et d'obstétrique, janvier 1908, p. 207-221. Lire en ligne.
- « Diagnostic et rôle de la décalcification gravidique », L'Obstétrique, juin 1910, p. 561-580. Lire en ligne
- Pratique courante de chirurgie de guerre (cours de chirurgie de guerre faits pendant les hivers 1915-1916, 1916-1917 dans la Ve armée), Paris, Maloine, 1917, VI-362 p. Voir notice Bnf en ligne.
- Notes sur les résultats de la désinfection par la méthode de Carrel[14].
- « La lutte contre le cancer », L’Ouest-Éclair, 13 juillet 1926, p. 6. Lire en ligne.
- « Les limites actuelles de l'asepsie opératoire », La presse médicale, 11 février 1928, tiré à part, Paris, Masson, 1928, 16 p. Voir notice Bnf en ligne.
- Étude statistique des domiciles des cancéreux (1933)[15].
- Communication à l'Académie de médecine (1938) sur l'intérêt pour la santé publique d'imposer la déclaration des causes du décès[16].

## Titres et distinctions

### Responsabilités administratives, associatives et syndicales
- Union nationale des combattants, section d'Ille-et-Vilaine : vice-président (1920-)[17].
- Rotary International, club de Rennes : fondateur (1930) et premier président (1930)[18]
- Confédération des syndicats médicaux français : vice-président ( -1933)[19], puis président.
- Commission du tarif des frais médicaux et pharmaceutiques en matière d'accidents du travail : membre de la 2ème section (1935-)[20].
- Conseil supérieur d'hygiène sociale : membre de la 3ème commission "Cancer" (1938-)[21].
- Syndicat des chirurgiens : secrétaire général (1932-1934)[22],[23].
- Ordre des médecins, Conseil du collège départemental d'Ille-et-Vilaine : président (1943)[24].
- Association médicale mondiale (World Medical Association) : président dès la création de l'association en 1947 à Paris[25].

### Décorations
En 1911, E. Marquis est nommé officier d'académie, en tant que professeur suppléant à l'école de plein exercice de médecine et de pharmacie de Rennes, puis en 1920 officier de l'Instruction publique.
Au cours de la Première Guerre mondiale, Eugène Marquis est décoré de la Croix de Guerre avec citation à l'ordre de l'armée (palme) et fait chevalier de la Légion d'Honneur le 1er octobre 1917. Il est promu au grade d'officier de la Légion d'Honneur le 29 décembre 1929, puis au grade de commandeur le 23 décembre 1937,.
Par décret du 26 septembre 1938 Eugène Marquis, professeur à la Faculté de médecine de Rennes, est nommé commandeur de l'Ordre de la Santé publique.